# Coleophora rudella
Espèce
Coleophora rudella est une espèce de lépidoptères (papillons) de la famille des Coleophoridae.

## Répartition
On trouve Coleophora rudella dans le sud de la France, en Espagne, dans les Baléares, en Sardaigne, en Italie et en Roumanie.

## Écologie
La chenille se nourrit dans la fleur d’Anthyllis cytisoides, se nourrissant des graines en développement. Elle crée une enveloppe composite comprimée latéralement, composée de trois à cinq folioles qui sont extraites. L'extrémité arrière est bivalve, fortement rétrécie et courbée vers le bas. L'ouverture de la bouche est décalée d'environ 30° d'un côté.
Comme cette espèce est présente au Mont Ventoux, où n'est pas Anthyllis cytisoides, on suppose qu'elle se nourrit également d’Anthyllis montana ou d’Anthyllis vulneraria.